# Spider-Man 3
Spider-Man 3 je ameriški superjunaški film iz leta 2007, ki temelji na liku Spider-Mana iz Marvelovih stripov. Producirali so ga Columbia Pictures, Marvel Entertainment in Laura Ziskin Productions, distribuiral pa Sony Pictures Releasing. Režiral ga je Sam Raimi po scenariju, ki ga je napisal skupaj z bratom Ivanom in Alvinom Sargentom. Je zadnji del Raimijeve filmske serije o Spider-Manu in nadaljevanje filmov Spider-Man (2002) in Spider-Man 2 (2004). V filmu igra Tobey Maguire, skupaj z njim pa igrajo tudi Kirsten Dunst, James Franco, Thomas Haden Church, Topher Grace, Bryce Dallas Howard, James Cromwell, Rosemary Harris in J. K. Simmons. V filmu je tudi zadnjič nastopil Cliff Robertson preden se je istega leta upokojil in umrl leta 2011.
Film, postavljen leto dni po dogodkih v filmu Spider-Manu 2, spremlja Petra Parkerja, ko se pripravlja na prihodnost z Mary Jane Watson, medtem ko se sooča s pravim morilcem strica Bena, Flintom Markom, ki po čudni nesreči postane Sandman, in Harryjem Osbornom, njegov nekdanji najboljši prijatelj, ki se zdaj zaveda Parkerjeve identitete in želi maščevati očeta; njegovo delo pri Daily Bugle je ogroženo zaradi prisotnosti konkurenčnega fotografa po imenu Eddie Brock. Parker se sooči tudi z največjim izzivom, ko se poveže z nezemeljskim simbiotom, ki poveča njegove sposobnosti, a hkrati okrepi njegovo jezo in druge negativne lastnosti.
Predprodukcija filma se je začela takoj po uspešni izdaji Spider-Mana 2. Med predprodukcijo je Raimi želel upodobiti dva negativca, Harryja Osborna in Sandmana. Na željo producenta Avija Arada je v scenarij dodal Venoma, producenti pa so zahtevali še Gwen Stacy. Snemanje se je začelo januarja 2006 in je potekalo v Los Angelesu in Clevelandu, preden se je maja 2006 preselilo v New York in se tam zaključilo julija 2006. Dodatni posnetki so bili narejeni v avgustu in film je bil dokončan oktobra 2006. Med snemanjem je Sony Pictures Imageworks je ustvaril več kot 900 posnetkov z vizualnimi učinki. Skladatelj Danny Elfman, ki je bil avtor glasbe v prejšnjih filmih, se je odločil, da se ne bo vrnil zaradi ustvarjalnih razlik in konfliktov z Raimijem med produkcijo prejšnjega filma, zato je za glasbo poskrbel Christopher Young. Z ocenjenim produkcijskim proračunom 258–350 milijonov dolarjev je bil film v času izida najdražji film, ki je bil kdajkoli posnet. 
Spider-Man 3 je bil premierno predvajan 16. aprila 2007 v Tokiu, v Združenih državah Amerike pa so ga premierno predvajali 4. maja. Film je po vsem svetu zaslužil 891 milijonov dolarjev, s čimer je postal najdonosnejši film trilogije, tretji najbolj dobičkonosni film leta 2007 in deseti najbolj dobičkonosni film vseh časov v času njegovega izida. Bil je tudi najuspešnejši film o Spider-Manu, dokler ga leta 2019 ni presegel Spider-Man: Daleč od doma. Za razliko od njegovih dveh predhodnikov, pa je Spider-Man 3 prejel mešane ocene kritikov, pri čemer so kritiki kritizirali natrpanost filma z preveč negativci.

## Vsebina
Leto dni po žrtvovanju doktorja Otta Octaviusa se namerava Peter Parker zaročiti z Mary Jane Watson, ki je debitirala na Broadwayu. V Centralnem parku pristane manjši meteorit, iz katerega se izcedi črn nezemeljski simbiot, ta pa sledi Parkerju do njegovega stanovanja tako, da se pripne na njegov motor. Harry Osborn, ki ve, da je Parker Spider-Man, se poskuša maščevati za očetovo smrt. Z uporabo Normanovega plina za izboljšanje zmogljivosti in tehnologije zelenega škrata se bori Parkerjem, pri čemer utrpi izgubo spomina po padcu z leteče deske. Medtem policija zasleduje pobeglega zapornika Flinta Marka, ki pred begom obišče ženo in bolno hčer. Ko pade v eksperimentalni pospeševalnik delcev, ki združi njegovo telo z okoliškim peskom, pridobi sposobnost nadzora in preoblikovanja svojega telesa s peskom ter tako postane Sandman.
Med festivalom v čast Spider-Manu, ker je rešil življenje Gwen Stacy, jo Parker poljubi, da bi navdušil množico, in s tem razjezi Mary Jane. Marko nato oropa lokalni tovornjak in po zmagi nad Spider-Manom pobegne. Poveljnik NYPD George Stacy, Gwenin oče, obvesti Parkerja in njegovo teto May, da je Marko pravi morilec strica Bena; prvotni osumljenec je bil le Markov sostorilec. Kmalu zatem v njegovem stanovanju simbiot asimilira Parkerjevo obleko, ko ta spi v njej. Parker se zbudi na vrhu stavbe in ugotovi, da mu je simbiot obleko obarval v črno in povečal njegove moči, s tem pa tudi agresivno naravo njegove osebnosti.
Kmalu Parker v predoru podzemne železnice najde Marka in se spopade z njim. Ko odkrije, da mu voda škodi, odpre cev, iz katere izpusti vodo, ki Marka spremeni v blato in ga odplavi v kanalizacijo. Parkerjevo spremenjeno vedenje povzroči, da se Mary Jane oddalji stran od njega, ta je pa prav tako deležna negativnih ocen kritikov. S Harryjem se poljubi in obžalovana odide. Harry si opomore, ko se mu povrne spomin in prisili Mary Jane, da prekine zvezo s Parkerjem. Harry se pozneje sreča s Parkerjem in mu pove, da se Mary Jane dobiva z njim. Parker se nato pod vplivom simbiota spopade s Harryjem in hudobno trdi, da ga oče nikoli ni imel rad. Ko Parker odide, Harry vanj vrže bučno bombo, vendar jo Parker odbije nazaj in Harryju poškoduje obraz. 
Pozneje pri Daily Buglu Parker razkrije tekmovalnega fotografa Eddieja Brocka, čigar lažne fotografije obtožujejo Spider-Mana. Založnik J. Jonah Jameson, ogorčen nad Eddiejevo lažno fotografijo, je prisiljen natisniti umik, nato pa odpusti Brocka in Parkerja imenuje za osebnega fotografa. Kasneje Parker pripelje Gwen v jazz klub, kjer sedaj dela Mary Jane, da bi ji povzročil ljubosumje. Ko spozna Parkerjeve prave namene, se Gwen opraviči Mary Jane in odide. Potem, ko je napadel druge in po nesreči zadel Mary Jane, Parker ugotovi, da ga simbiot kvari. Parker se zato umakne v zvonik mestne cerkve in ugotovi, da zvoki zvonenja oslabijo bitje ter tako odstrani simbiota. Brock, ki je priča dogodku iz spodnjih prostorov, postane novi gostitelj simbiota, zaradi česar postane Venom.
Kmalu Brock najde še živečega Marka in ga prepriča, da se mu pridruži, da skupaj ubijeta Spider-Mana. Brock ugrabi Mary Jane in jo zadrži v mreži visoko nad gradbiščem, da bi jo ubil kot maščevanje, ker ga je Parker razkril in ponižal, medtem ko Marko zadrži policijo. Potem, ko Harry z brazgotinami zavrne pomoč Parkerju, Harryjev skrbnik razkrije, da za Normanovo smrt ni bil kriv Spider-Man. Medtem ko Brock in Marko prikleneta Parkerja, Harry piskoči pomagat Parkerju in skupaj rešita Mary Jane. Harry premaga Marka, Parker pa se spopade z Brockom. Ko Brock premaga Harryja, nato poskuša s Harryjevo letečo desko ubiti Parkerja, vendar Harry skoči pred njega in ga tako Brock zabode na kol. Medtem, ko se spomne simbiotove šibkosti, Parker sestavi ograjo iz kovinskih cevi, da z udarcem nanj ustvari zvočni napad, ga oslabi in Parkerju tako omogoči, da loči Brocka od simbiota.
Nato Parker aktivira bučno bombo in jo vrže v simbiota brez gostitelja. Ker je Brock postal zasvojen z njegovim vplivom, poskuša rešiti simbiota, tako, da se vrže vanj, vendar oba umreta. Kmalu zatem Marko pojasni, da je bila Benova smrt posledica nesreča, ki ga je preganjala, in da je vse, kar je naredil, samo zato, da bi pomagal hčerki; Parker odpusti Marku in mu omogoči pobeg. Parker in Harry se pobotata, preden slednji zaradi poškodb umre. Nekaj časa po Harryjevem pogrebu Parker obišče Mary Jane v jazz klubu, kjer se objemata in pobotata, nato pa skupaj zaplešeta.

## Vloge
- Tobey Maguire –  Peter Parker (Spider-Man)
- Kirsten Dunst – Mary Jane Watson
- James Franco – Harry Osborn (New Goblin)
- Thomas Haden Church – Flint Marko (Sandman)
- Topher Grace –  Edward "Eddie" Brock (Venom)
- Bryce Dallas Howard – Gwen Stacy
- J. K. Simmons – J. Jonah Jameson
- James Cromwell – Poveljnik George Stacy
- Rosemary Harris – May Parker
- Bill Nunn – Joe "Robbie" Robertson